# Witte Horde
De Witte Horde (Kazachs: Ақ Орда/Aq Orda, Tataars: Ак Урда/Aq Urda) was een oeloes (stamgebied) van het Mongoolse Rijk die werd gevormd rond 1227, na de dood van Dzjengis Khan en de daaropvolgende verdeling van het Rijk. Het was het westelijke gedeelte van de Gouden Horde; de Blauwe Horde vormde het oostelijke deel.